# Patigaun
Patigaun – gaun wikas samiti we wschodniej części Nepalu w strefie Kośi w dystrykcie Morang. Według nepalskiego spisu powszechnego z 2001 roku liczył on 434 gospodarstw domowych i 2407 mieszkańców (1258 kobiet i 1149 mężczyzn).